# Old Courthouse
L’Old Courthouse, de son nom complet Old St. Louis County Courthouse, est un ancien palais de justice fédéral et d'État situé dans le centre-ville de Saint-Louis dans le Missouri. Il est désormais transformé en musée et rattaché au parc national de Gateway Arch. Sur sa pelouse sud-ouest se trouve la statue de Dred et Harriet Scott.

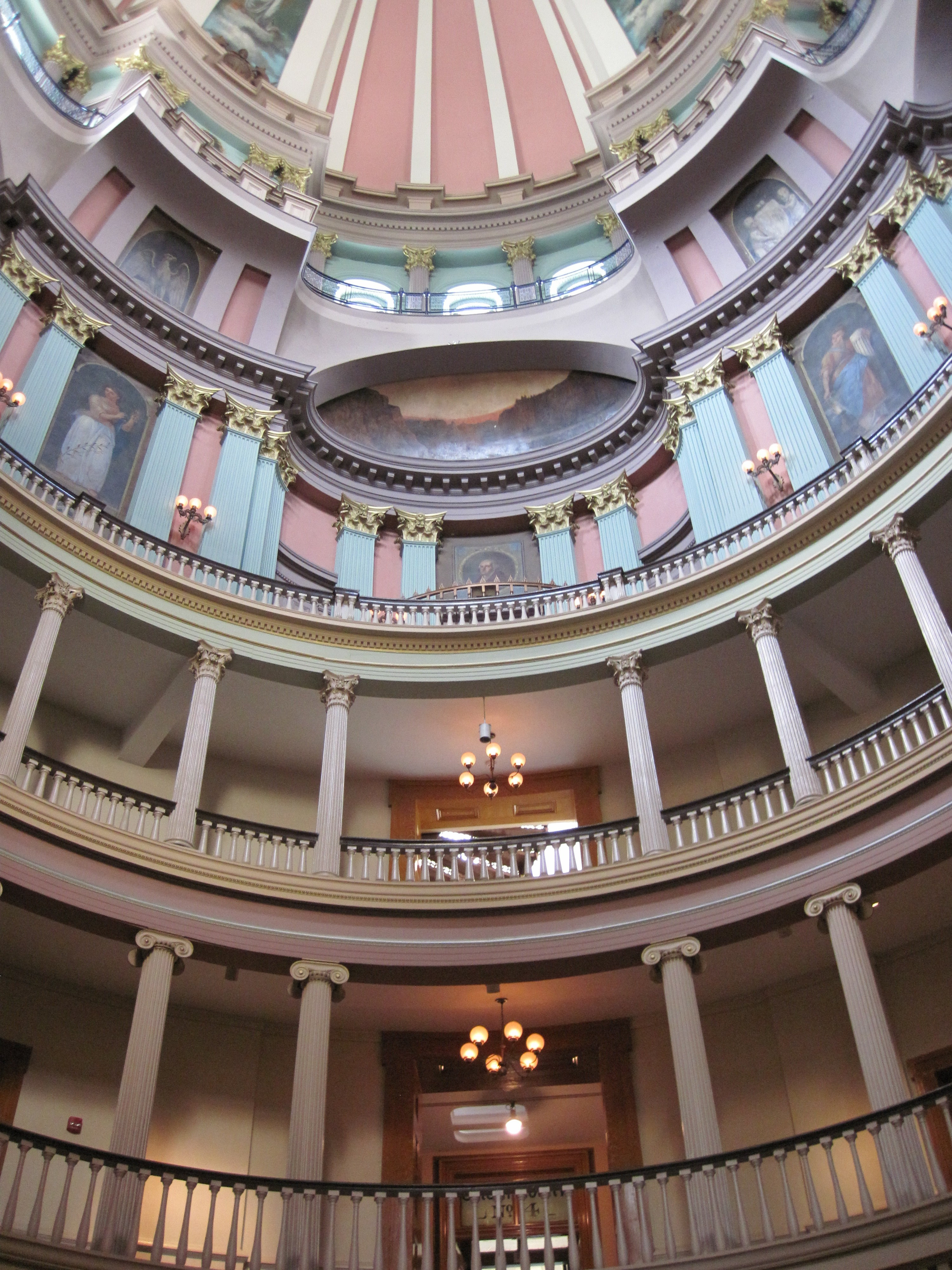
Intérieur de la rotonde.
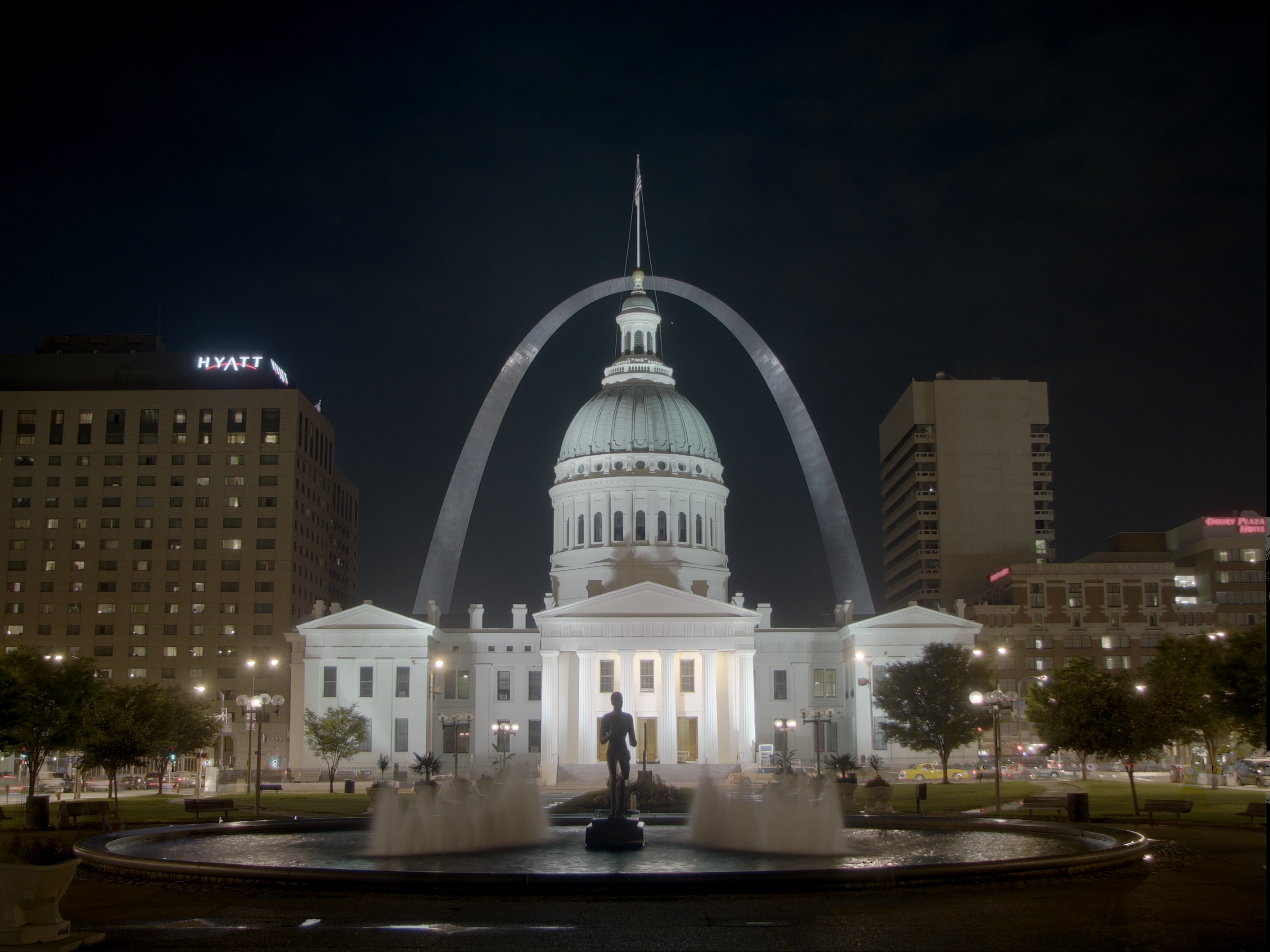
L'Old Courthouse avec la Gateway Arch en arrière-plan.
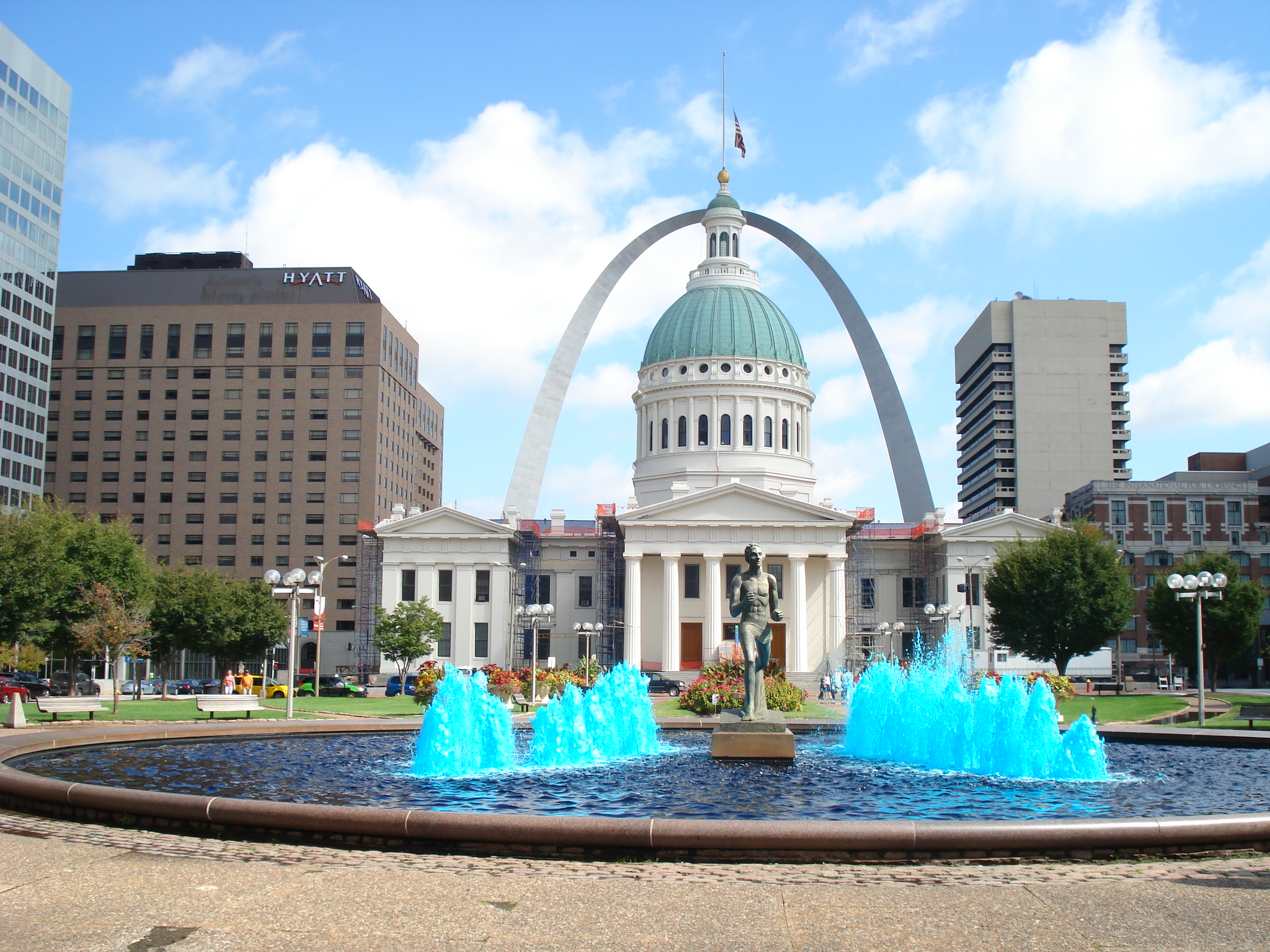